# 황성진 (작사가)
황성진(Hwang Sung Jin)은 대한민국의 작사가이다. Tokyo Dynamic Business College 졸업하고, 前 호원대학교 실용음악과 외래교수, 前 서울예술대학교 실용음악과 전임교수, 現 한양대학교 실용음악과, 現 동아방송예술대학 실용음악과 교수를 맡고 있다.
현재 RBW 프로듀서, 작사가로 활동 중이다.

## 히트곡 모음
- 2003년 프로듀스, 작사

1. 거미 - 친구라도 될걸 그랬어

- 2005년 프로듀스

1. 먼데이키즈 - Bye Bye Bye

- 2007년 프로듀스, 작사

1. 씨야 - 사랑의 인사

- 2008년 프로듀스

1. 뉴하트 - 사랑을몰랐죠

- 2009년 프로듀스, 작사

1. 이승기 - 결혼해 줄래
2. 비스트 - OASIS
3. 포미닛 - For Muzic

- 2012년 프로듀스, 작사

1. BTOB - MONDAY TO SUNDAY

- 2013년 프로듀스, 작사

1. 남규리&결 - 처음 본 남자 그리고 여자
2. 브라이언 - Pretty Woman (feat. 마리오)
3. 스탠딩에그 - 넌 이별 난 아직 (feat. 박신혜)
4. 박세영 - Shall we dance (feat. 스탠딩에그)